# ISAE 3000
Der International Standard on Assurance Engagements 3000, in der Regel abgekürzt als ISAE 3000, ist ein von der International Federation of Accountants (IFAC) veröffentlichter internationaler Prüfungsstandard, in dem das Vorgehen bei betriebswirtschaftlichen Prüfungen jenseits der prüferischen Durchsichten von Finanzinformationen wie etwa bei klassischen Quartals- oder Jahresabschlussprüfungen inklusive Berichterstattung durch einen Wirtschaftsprüfer geregelt ist.

## Hintergrund
Die Regelungen des ISAE 3000 zielen darauf ab, einen einheitlichen Rahmen für Prüfungsleistungen, die keine Prüfungen oder prüferischen Durchsichten von historischen Finanzinformationen sind, zu gewährleisten. Daher ist der Standard prinzipienbasiert, um auf eine große Bandbreite von Beratungsaufträgen angewendet werden zu können. Typische Beispiele für Dienstleistungen von Wirtschaftsprüfern, die unter den Anwendungsbereich fallen, sind testierte Aussagen zur Berichterstattung zur Corporate Social Responsibility oder zum Internen Kontrollsystem, bei denen von den geprüften Unternehmen die entsprechenden Bereiche freiwillig, d. h. ohne (explizite) gesetzliche Anforderung, der Prüfung unterzogen werden. Der Standard schafft zudem den Rahmen für andere ISAE, die spezifische Teilaspekte genauer regeln, wie etwa der ISAE 3402 für Prüfungstätigkeiten und -berichterstattung zu Kontrollen bei Dienstleistungsunternehmen oder der ISAE 3420 für Prüfungstätigkeiten hinsichtlich in einem Wertpapierprospekt enthaltener Finanzinformationen.
Der Standard wurde vom International Auditing and Assurance Standards Board innerhalb der IFAC ausgearbeitet und zuletzt 2013 überarbeitet. Im Dezember 2013 wurde die aktuell gültige Version nach der Verabschiedung als finaler Standard veröffentlicht, Erstanwendung war für alle Abschlüsse mit Stichtag nach dem 15. Dezember 2015. Die Regelungen des Standards sind allgemeiner Natur und wirken sich daher bei diversen von deutschen Wirtschaftsprüfern anzuwendenden Standards aus. Dies betrifft unter anderem exemplarisch den 2018 entwickelten und als berufsständische Regelung anzuwendenden IDW PS 860 für „IT-Prüfung außerhalb der Abschlussprüfung“ des Instituts der Wirtschaftsprüfer, der größtenteils auf den Regelungen des ISAE 3000 fußt, um den Regelungen des internationalen Standards zu entsprechen.